# Кучиньский, Роберт
Роберт Кучиньский (пол. Robert Kuczyński; род. 17 апреля 1966, Еленя-Гура) — польский шахматист, гроссмейстер (1993).
Чемпион Польши (1987). В составе национальной сборной участник 6-и Олимпиад (1986—1996). На 27-й Олимпиаде в 1986 году показал 3.й результат на своей доске.

## Изменения рейтинга
| Графики недоступны из-за технических проблем. См. информацию на Фабрикаторе и на mediawiki.org. |